# Christian Bauditz
Christian Ferdinand Bauditz (31. januar 1815 i København – 5. januar 1909 sammesteds) var en dansk officer.
Han var en søn af major, stadsmægler i København Theodor August Gotthilf Bauditz og Cathrine Marie f. Holm. Han blev landkadet i 1827 og sekondløjtnant i 1830, men afgik først til tjeneste ved 2. jyske infanteriregiment i 1833, blev premierløjtnant 1842 og ansattes ved 9. bataljon, hvorefter han i januar 1843 indtrådte i ægteskab med Jacobine Margrethe Cathrine Seidelin, datter af oberstløjtnant Seidelin, ejer af det Seidelinske Officin. I 1849 blev Bauditz kaptajn ved 9. bataljon og deltog i Treårskrigen. Han deltog i kampene ved Kolding, Gudsø og Fredericia, og året efter var han med ved Helligbæk, Isted, Stenten Mølle og Frederiksstad. Efter at være blevet major i 1861 blev han overført til 19. bataljon, som han blev chef for i 1863, stadigvæk i felten. Dog blev han i marts 1864 stillet til Overkommandoens rådighed og havde flere betroede hverv i 2. Slesvigske Krig, hvor han som leder af 8. regiment deltog i Dybbøls og Als' forsvar indtil maj samme år.
I 1865 udnævntes han til oberstløjtnant og chef for Den Kongelige Livgarde, året efter til kammerherre og i 1867 til oberst. I 1869 ledsagede han kronprins Frederik (den senere Frederik VIII) under en rejse til Stockholm og samme år kong Christian IX i anledning af kronprinsens bryllup. I 1872 deltog Bauditz i en troppesamling i Østrig, beordredes atter til Stockholm i anledning af Carl XV's bisættelse og ledsagede i 1874 kronprinsen på en rejse til Rusland og Preussen. Samme år udnævntes han til generalmajor og chef for fynske brigade; om sommeren beordredes han til lejren ved Hald som chef for 1. brigade. Atter i 1880 deltog han som brigadechef i øvelserne ved Hald og udnævntes 1882 til generalløjtnant og kommanderende general i 2. Generalkommandodistrikt, hvorfra han afgik i 1885 på grund af alder. Han blev en gammel mand, men var blind på sine senere dage.
Bauditz blev Ridder af Dannebrog 1849, Dannebrogsmand 1864, Kommandør af 2. grad 1869 og af 1. grad 1878. Han modtog Storkorset 1883 og bar også flere udenlandske ordener.
Han er begravet på Assistens Kirkegård. Der findes en tegning udført af hans fjerne slægtning, kaptajn, rigsgreve Ulrich von Baudissin (ca. 1850) i familieeje. Litografi. Helitypi af Pacht & Crone. Fotografi af Georg E. Hansen.